# Rhynchophoromyces anacaenae
Rhynchophoromyces anacaenae är en svampart som beskrevs av Scheloske 1969. Rhynchophoromyces anacaenae ingår i släktet Rhynchophoromyces och familjen Ceratomycetaceae.  Arten är reproducerande i Sverige. Inga underarter finns listade i Catalogue of Life.